# 안정점
대수기하학에서, 안정점(安定點, 영어: stable point)은 어떤 대수군의, 사영 대수다양체 위의 작용 아래, 그 안정자군이 유한하며, 그 궤도가 닫힌집합인 점이다.

## 정의
다음이 주어졌다고 하자.
- 복소수 벡터 공간 {\displaystyle V}
- 가약 대수군 {\displaystyle G\leq \operatorname {SL} (V)}

그렇다면, 점 {\displaystyle x\in V}가 다음 두 조건을 만족시킨다면, 안정점이라고 한다.
1. 군의 작용의 궤도 {\displaystyle G.x}의 차원이 {\displaystyle G}의 차원과 같다. (즉, 안정자군이 유한하다.)
2. {\displaystyle G.x}가 {\displaystyle V}의 닫힌집합이다.

안정점의 집합을 {\displaystyle X^{\operatorname {s} }}라고 표기하자.
점 {\displaystyle x\in V}가 다음 조건을 만족시킨다면, 준안정점(영어: semistable point)이라고 한다.
- 어떤 {\displaystyle k}차 {\displaystyle G}-불변 동차 다항식 {\displaystyle p}에 대하여 ({\displaystyle k\geq 1}), {\displaystyle p(x)\neq 0}이다.

준안정점의 집합을 {\displaystyle X^{\operatorname {ss} }}라고 표기하자.
{\displaystyle V}에 대한 복소수 사영 공간 {\displaystyle \mathbb {P} (V)}의 점 {\displaystyle [x]\in \mathbb {P} (V)}의 경우, 그 점의 대표원 {\displaystyle x\in V}이 (준)안정점일 경우 마찬가지로 (준)안정점이라고 한다. {\displaystyle X}가 {\displaystyle \mathbb {P} (V)} 속의, {\displaystyle G}의 작용에 대하여 불변인 사영 대수다양체일 경우에도 마찬가지로 정의한다.

## 성질
사영 대수다양체 {\displaystyle X\subseteq \operatorname {\mathbb {C} P} ^{n}=\operatorname {Proj} \mathbb {C} [x_{0},x_{1},\dotsc ,x_{n}]}를 정의하는 동차 아이디얼
{\displaystyle {\mathfrak {I}}\subseteq \mathbb {C} [x_{0},x_{1},\dotsc ,x_{n}]}
을 생각하자. 그렇다면, {\displaystyle G}는 {\displaystyle \mathbb {C} [x_{0},x_{1},\dotsc ,x_{n}]/{\mathfrak {I}}} 위에 작용한다. 이에 대한 고정점의 집합
{\displaystyle (\mathbb {C} [x_{0},x_{1},\dotsc ,x_{n}]/{\mathfrak {I}})^{G}}
을 생각하자. 이는 복소수체 위의 유한 생성 가환 결합 대수를 이루며, 어떤 사영 대수다양체를 정의한다. 이를 {\displaystyle X/\!/G}라고 한다.
이 경우, 다음과 같은 포함 관계가 존재한다.
{\displaystyle {\begin{matrix}X^{\operatorname {s} }&\subseteq &X^{\operatorname {ss} }&\subseteq X\\\downarrow &&\downarrow \\X^{\operatorname {s} }/G&\subseteq &X/\!/G\end{matrix}}}
여기서, {\displaystyle X^{\operatorname {ss} }}와 {\displaystyle X^{\operatorname {s} }}는 {\displaystyle X}의 열린집합이며, 마찬가지로 {\displaystyle X^{\operatorname {s} }/G}는 {\displaystyle X/\!/G}의 열린집합이다.

### 안정성의 수치 조건
{\displaystyle n}차원 복소수 벡터 공간 {\displaystyle V}의 복소수 사영 공간 {\displaystyle \operatorname {P} (V)} 위에 {\displaystyle G\leq \operatorname {SL} (V;\mathbb {C} )}가 작용한다고 하자. 그렇다면, 임의의 대수적 군 준동형
{\displaystyle \lambda \colon \mathbb {C} ^{\times }\to G}
에 대하여, {\displaystyle V}를 다음과 같이 복소수 벡터 공간의 직합으로 분해할 수 있다.
{\displaystyle V_{i}=\{v\in V\colon \lambda (t)v=t^{i}v\}}
{\displaystyle V=\bigoplus _{i\in \mathbb {Z} }V_{i}}
(일부 {\displaystyle i}에 대하여 {\displaystyle V_{i}=0}일 수 있다.) 이에 대한 사영 사상을
{\displaystyle \pi _{i}\colon V\twoheadrightarrow V_{i}}
라고 하자.
그렇다면, 임의의 {\displaystyle v\in V}에 대하여
{\displaystyle \mu _{\lambda }(v)=\min\{i\in \mathbb {Z} \colon \pi _{i}(v)\neq 0\}}
을 정의하자. 힐베르트-멈퍼드 수치 조건(Hilber-Mumford數値條件, 영어: Hilbert–Mumford numerical condition for stability)에 따르면, 임의의 {\displaystyle v\in V}에 대하여, 다음 두 조건이 서로 동치이다.
- 임의의 {\displaystyle \lambda \colon \mathbb {C} ^{\times }\to G}에 대하여 {\displaystyle \mu _{\lambda }(v)<0}이다.
- {\displaystyle v}는 안정점이다.

마찬가지로, 다음 두 조건이 서로 동치이다.
- 임의의 {\displaystyle \lambda \colon \mathbb {C} ^{\times }\to G}에 대하여 {\displaystyle \mu _{\lambda }(v)\leq 0}이다.
- {\displaystyle v}는 준안정점이다.

## 역사
1893년에 다비트 힐베르트가 (현대적 용어로는) 준안정점이 아닌 점을 ‘영형식’(독일어: Nullform 눌포름[*])이라는 이름으로 연구하였다. 이후 데이비드 멈퍼드가 1965년에 안정점과 준안정점의 개념을 도입하였다.

## 같이 보기
- 기하 불변량 이론 몫

## 참고 문헌
1. ↑  Dieudonné, Jean A.; Carrell, James B. (1970). “Invariant theory, old and new”. 《Advances in Mathematics》 (영어) 4: 1–80. doi:10.1016/0001-8708(70)90015-0. ISSN 0001-8708. MR 0255525.
2. 1 2  Mumford, David; Fogarty, J.; Kirwan, Frances (1994). 《Geometric invariant theory》. Ergebnisse der Mathematik und ihrer Grenzgebiete (영어) 34 3판. Springer-Verlag. doi:10.1007/978-3-642-57916-5. ISBN 978-3-540-56963-3. MR 1304906.
3. ↑  Hilbert, David (1893). “Über die vollen Invariantensysteme”. 《Mathematische Annalen》 (독일어) 42: 313. doi:10.1007/BF01444162.